# Jorcas
Jorcas är en kommun i Spanien.   Den ligger i provinsen Provincia de Teruel och regionen Aragonien, i den östra delen av landet, 250 km öster om huvudstaden Madrid. Arean är 26,0 kvadratkilometer. Jorcas gränsar till Ababuj, Allepuz och Aguilar del Alfambra. 
Terrängen i Jorcas är lite kuperad.